# 13-о основно училище „Св. св. Кирил и Методий“
 Тази статия е за училището в София.  За училището в Перник вижте 13-о основно училище „Св. св. Кирил и Методий“ (Перник).  
13 основно училище „Св. Св. Кирил и Методий“ е бивше училище в гр. София, което от 2013 г. е закрито.

## История

### Основаване
През месец ноември 1878 г., по инициатива и под ръководството на видния български възрожденец Никола Беловеждов, жителите на квартал Драз махала решават да превърнат една изоставена полуразрушена къща в училище. Година по-късно, с отварянето на 4 класни стаи и направата на обширен училищен двор, се ражда новото начално училище, приело името на първоучителите Кирил и Методий за свой символ. Така 13 основно училище „Св. Св. Кирил и Методий“ е сред най-старите училища в гр. София.

### След Освобождението
През 1889 г. е построена новата едноетажна сграда, специално проектирана за учебни цели. Но районът, в който е училището, се разраства бързо и особено след края на Втората световна война в тази сграда не е възможно да се поместят достатъчно паралелки. Поради това през 1949 г. е построена най-новата сграда, която съществува и до днес. В това училище над 60 години учители с възрожденски дух провеждат своите уроци. Всеотдайния труд на един от най-изтъкнатите просветни дейци и любовта към знанието и мъдростта го превръщат в едно от най-големите културно-просветни огнища на столицата.
Годините от най-новата история на училището са белязани, както от бурните обществено-политически промени, така и от съхранените вековни български образователни традиции. През 1988 г. се откриват първите осмокласни паралелки с разширено обучение на испански език, от 1992 година, в резултат на активната работа на Антония Пеева - виден български преводач от испански и португалски език и учител по това време в 13 СОУ, училището получава статут на СОУ с преподаване на езици от романската група (испански, португалски, френски, италиански). Благодарение на г-жа Пеева, то се превръща в първото в България гимназиално училище, в което официално се изучава португалски като основен език, а от 1998 г. въвежда и РЧЕО по испански език. Голямото разнообразие от езици и високо научно ниво на преподаването им е в основата на самочувствието на 13 СОУ, като прозорец към европейските и световни цивилизации. От 2008 то вече е ОУ.
Закрито е с решение на Столичен общински съвет от октомври 2012 г. и заповед на МОМН от 2013 г. Сградата е предоставена за ползване от министерството на културата през 2013 г.